# Maria Sander
Maria Sander (Dinslaken, Alemania, 30 de octubre de 1924-12 de enero de 1999) fue una atleta alemana, especializada en la prueba de 4 x 100 m en la que llegó a ser subcampeona olímpica en 1952.

## Carrera deportiva
En los JJ. OO. de Helsinki 1952 ganó la medalla de plata en los relevos de 4 x 100 metros, con un tiempo de 45.9 segundos, llegando a meta tras Estados Unidos y por delante de Reino Unido, siendo sus compañeras de equipo: Ursula Knab, Helga Klein y Marga Petersen. Además ganó la medalla de bronce en los 80 metros vallas.